# Cvi Laron
Cvi Laron (hebrejsky צבי לרון, často užívaný anglický přepis Zvi Laron, * 1927, Cernăuţi) je izraelský dětský endokrinolog.

## Biografie
Narodil se v tehdejší Bukovině. Své lékařské vzdělání zahájil v Temešváru. Roku 1948 se odstěhoval do právě založeného státu Izrael a své vzdělání ukončil roku 1952 na Hebrejské univerzitě v Jeruzalémě. V letech 1956–1957 pracoval v Massachusetts General Hospital a Harvard Medical School v Bostonu. V letech 1958–1992 byl technickým vedoucím Institutu dětské a dorostové endokrinologie Telavivské univerzity. Roku 1971 byl jmenován profesorem.
Roku 1998 byl jmenován profesorem emeritus dětské endokrinologie na Telavivské univerzitě a ředitelem Výzkumného oddělení endokrinologie a diabetu Schneiderova izraelského dětského zdravotnického centra v Tel Avivu.
Po Cvi Laronovi byla pojmenována vrozená vývojová porucha Laronův syndrom, která u postižených vede k nanismu a jejíž příčinou je nedostatek některých receptorů důležitých pro růst těla.
Roku 1999 získal za svou práci cenu Andrea Prader Award, kterou svým členům uděluje Evropská společnost pro dětskou endokrinologii.